# Rhabdoblatta obtecta
Rhabdoblatta obtecta är en kackerlacksart som beskrevs av Hanitsch 1915. Rhabdoblatta obtecta ingår i släktet Rhabdoblatta och familjen jättekackerlackor. Inga underarter finns listade i Catalogue of Life.